# Didín Puig i Grau
Didín Puig i Grau   (Guadassuar, 1927 - Benimodo, 8 de febrer de 2019) va ser una periodista, escriptora i activista cultural valenciana. A l'entitat cultural Lo Rat Penat va estudiar valencià amb els professors Enric Valor, Carles Salvador i Sanchis Guarner. Després va estudiar Periodisme a París, on va viure el maig del 68, els conflictes sindicals, i va organitzar concerts de cantautors al teatre Olympia. De tornada, va donar classe al Col·legi dels Pares Jesuïtes on va ser la primera dona en donar classes de valencià en plena època franquista. Allà també va fomentar entre l'alumnat l'amor per la història i les tradicions valencianes.
Va treballar per a l'editorial Gorg i per a la distribuidora Molinell a València, així com per a la discogràfica Edigsa, que distribuïa discos de cantants en valencià. Va col·laborar amb el grup de danses Alimara i és autora de dos llibres. Didín Puig va treballar al centre territorial de TVE en València (Aitana) -on va exercir també d'assessora musical-, i a Canal 9, on va ser guionista en diferents programes.
En l'àmbit personal, va ser amiga del cantant Ovidi Montllor, la compositora Matilde Salvador, l'escriptora Carmelina Sánchez-Cutillas, la periodista Maria Luisa del Romero, i de l'escriptor Vicent Andrés Estellés, entre d'altres.

## Distincions
El seu compromís cívic i la seua dedicació en diferents projectes culturals la van fer mereixedora de diversos reconeixements i distincions:
- Miquelet d'Honor 2010, atorgat per la Societat Coral El Micalet, per la seua contribució, trajectòria i dedicació a la cultura valenciana.[4]
- II Premi d'Ajuda a la Igualtat Ascensión Xirivella Marín 2013, atorgat per l'Associació de Dones Juristes d'Alzira.[3]
- Distinció de la Generalitat Valenciana al Mèrit Cultural 2017, atorgada per la Generalitat Valenciana.[7]
- Guardó d'Or de la Mancomunitat de la Ribera Alta, atorgat per aquesta Mancomunitat en octubre de 2018.

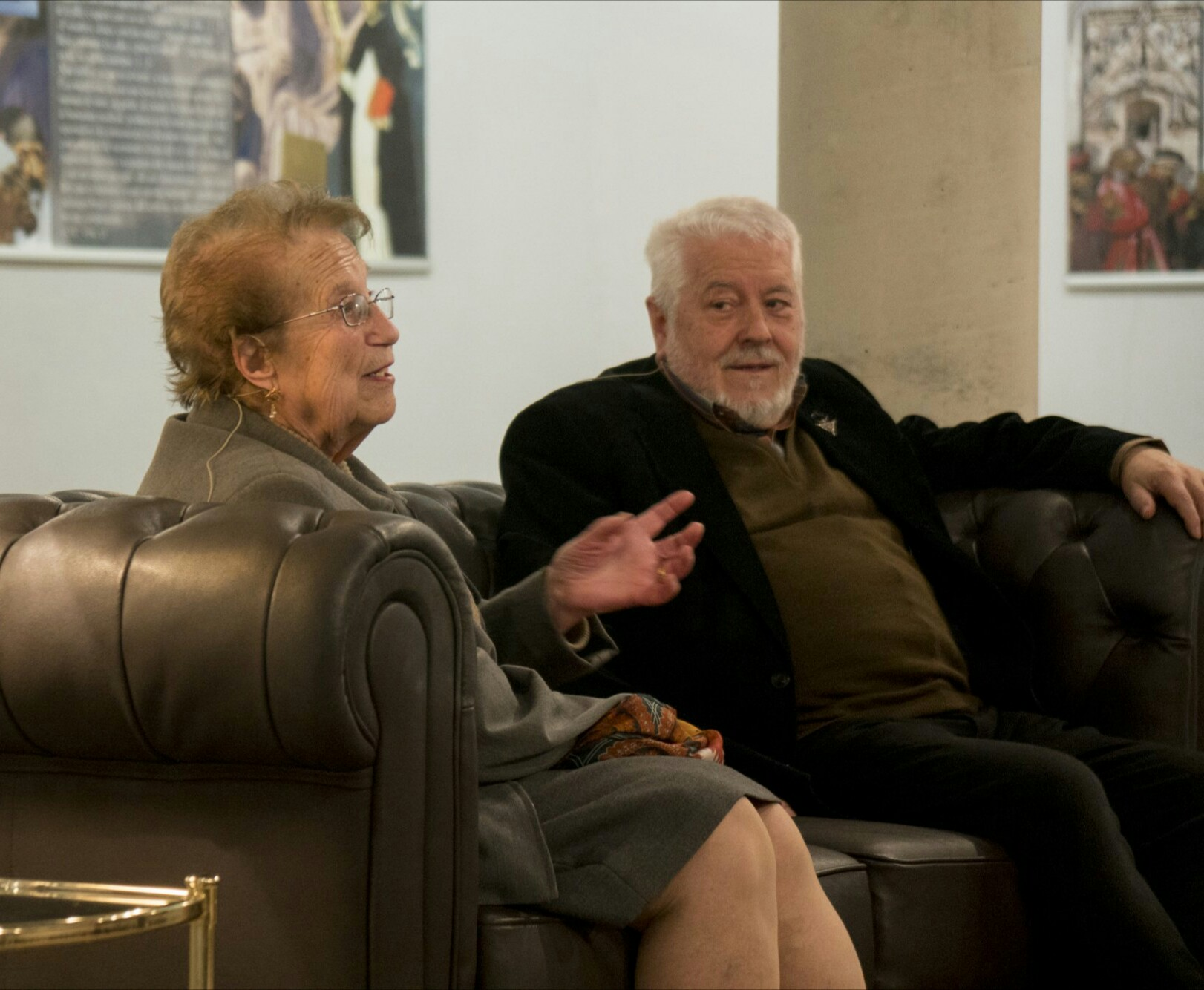
Didin Puig i Jesús Huguet conversen a l'Espai Joan Fuster de Sueca

## Llibres publicats
- Vaig a dir-te 4 coses,[8] presentat a València el 14 d'abril de 2010. Un dietari coescrit amb el periodista vila-realenc Josep Parra, amb qui prepara l'edició del seu segon llibre: I tu què en saps?.[6]
- I tu què en saps? (dels dinosaures de Morella a les salines de Torrevella),[9] (2016) Edicions 96. Presentat a Vila-real el 20 d'abril de 2016. Una agenda on prenen la paraula les xiquetes i xiquets d'una escola molt particular, amb una història per a cada dia de l'any.
- Cartes a Olivier. I tu què feies per a ser antifranquista?[10] (2021) Edicions 96. Un recull de quaranta cartes breus en les quals Didín explica al seu "net" Olivier alguns succesos de la seua vida a Benimodo, París i València, lmentre lluitava per la llibertat i la democràcia. El llibre compta amb unes notes contextuals de Natxo Escandell García.